# Elvir Sans Rosselló
Elvir Sans Rosselló (Palma, 1896 — Palma, 1972). Prosista i historiador mallorquí.
Era fill de l'escriptora Coloma Rosselló i del polític català Narcís Sans. De jove va ser president de la Joventut Liberal i segons Joan Estelrich "nacionalista convençut". Funcionari d'Hisenda. Col·laborà amb relats, sovint de tema històric, a L'Almanac de les Lletres i a La Nostra Terra. Publicà el llibre de contes "Lluernes" (1936) i una sèrie d'estudis històrics dels quals destaquen "Els mesos i la història" (1929), "Los municipios de Baleares" (1937) i "Grandeza y decadencia de los almorávides mallorquines" (1964). Col·laborà a La Nostra Terra i fou president de l'Associació per la Cultura de Mallorca i de la Societat Arqueològica Lul·liana. També presidí el Consell Diocesà d'Acció Catòlica. Formà part, el 1931, de la comissió de l'Associació per la Cultura de Mallorca encarregada de redacta un avantprojecte d'estatut d'autonomia per a les Illes Balears. L'octubre de 1933 signà el manifest de "Comitè de Relacions entre Catalunya i Mallorca" i, el maig de 1936, la "Resposta al Missatge dels Catalans".

## Elvir Sans i el franquisme
Un cop esclatada la sublevació franquista, els germans Llorenç i Miquel Villalonga iniciaren una dura i amenaçant ofensiva contra els signants de la "Resposta al Manifest dels Catalans", acusant-los de complicitat amb la Generalitat i solidaris amb els atacs aeris contra Mallorca. Elvir Sans va ser un dels signants de la rectificació del "Missatge als Catalans" i d'adhesió al Moviment. El 31 de gener de 1937 la junta directiva de la Societat Arqueològica Lul·liana, de la qual Elvir Sans n'era el president, signà una adhesió, en català, al "Movimiento Nacional Salvador de España del Generalísimo Franco". També s'havia redactat en català la convocatòria de l'assemblea en la qual s'adoptà l'acord, cosa que provocà la queixa pública del militar i soci de l'entitat Rafael Isasi, que afirmà que "ahora, con el Movimiento Nacional acaudillado por el General Franco, sólo ha de haber una España única y se tiene que gobernar con Dios". Com a conseqüència d'aquesta adhesió, i d'altres factors, la Societat Arqueològica Lul·liana no va ser clausurada. Sans actuà com a cap de la "Sección Provincial de Administració Local de las Baleares" i com a tal publicà el llibre Los municipios de Baleares. Estados gráficos y demostrativos de su situación económica enm 1937 y comentarios sobre la misma, dedicat a "Falange Española Tradicionalista y de las J.O.N.S.".